# Diaoyudaoite
La diaoyudaoite è un minerale.